# Diocese de Truro
A Diocese de Truro (em latim: Dioecesis Truronensis; em inglês:  Diocese of Truro), estabelecida em 1876, é uma diocese da Igreja da Inglaterra na Província da Cantuária que abrange Cornualha, as Ilhas de Scilly e uma pequena parte de Devon. A sé episcopal fica na Catedral de Truro.

## Geografia e história
A área da diocese é a do condado da Cornualha incluindo as Ilhas de Scilly, bem como duas paróquias na vizinha Devon (St Giles on the Heath e Virginstow). Foi formada em 15 de dezembro de 1876 a partir do Arquidiaconato da Cornualha na Diocese de Exeter. É, portanto, uma das dioceses mais jovens. A fé cristã, no entanto, está presente na região desde pelo menos o século IV - mais de 100 anos antes de haver um Arcebispo da Cantuária. Muitas das comunidades da diocese, bem como as igrejas paroquiais, ostentam o nome de um santo celta, o que é um lembrete dos vínculos com outras terras celtas, especialmente Irlanda, País de Gales e Bretanha.
A Diocese de Truro está envolvida direta e indiretamente por meio de seu Conselho de Responsabilidade Social e na vida de suas paróquias no enfrentamento de alguns dos problemas econômicos com os quais Cornualha está lutando e trabalha em estreita colaboração com agências estatutárias e voluntárias. Existem 313 prédios de igrejas.

## Bispos
A Sé diocesana de Truro está vaga após a transferência de Philip Mounstephen para Winchester em 10 de outubro de 2023. Os poderes legais da diocese foram delegados ao bispo sufragâneo para o período de vacância.
Em dezembro de 2024, Downing Street anunciou que o bispo sufragâneo de Basingstoke na Diocese de Winchester, David Williams, havia sido aprovado para nomeação.

### Bispo sufragâneo
O bispo sufragâneo de São Germano foi criado em 1905, com Hugh Nelson como titular.

### Visitador Episcopal Provincial
O visitador episcopal provincial para paróquias na diocese que não aceitam o ministério de mulheres padres é o bispo sufragâneo de Ebbsfleet. Ele é licenciado como bispo assistente honorário da diocese para facilitar seu ministério.

### Outros bispos
Em alguns períodos, também houve bispos assistentes, incluindo John Wellington (antigo bispo de Shantung) e Bill Lash, ambos aposentados de sés no exterior.
O mais recente bispo sufragâneo de Plymouth na vizinha diocese de Exeter, John Ford, também foi licenciado como bispo assistente honorário na diocese de Truro. Um antigo bispo de São Germano, Roy Screech, vive em St Austell.